# Sobrecolhida
Chama-se sobrecolhida ou sobreculhida (em aragonês, catalão e espanhol sobrecollida ou sobrecullida) a cada um dos órgãos administrativos do Reino de Aragão encarregados da coordinação e supervisão de um número variável de colhidas (em aragonês, catalão e espanhol collida) ou alfândegas existentes a o largo do reino, instauradas para a tesouraria dos impostos das Generalidades (em aragonês dreytos d'as Cheneralidatz), à frente das quais estava um sobrecolhidor (em aragonês, catalão e espanhol sobrecollidor).
Em meio do século XIV, estabeleceram-se seis sobrecolhidas que tinham jurisdição sobre 181 colhidas e duas taulas (em [[aragonês] e espanhol taulas e em catalão taules) independentes, a de Saragoça e a de Escatrón.
As seis sobrecolhidas eram:
- Sobrecolhida de Alcañiz
- Sobrecolhida de Montalbán
- Sobrecolhida de Teruel
- Sobrecolhida de Taraçona-Calatayud
- Sobrecolhida de Jaca
- Sobrecolhida de Huesca

Na fogagem de 1495 (em aragonês fogache de 1495, catalão fogatge de 1495 e espanhol fogaje de 1495), contudo, aumentaram o número de sobrecolhidas a onze. O total de lares computados no reino foi 51 056, recolhidos em sobrecolhidas assim:
| Sobrecolhida | Número de lares manifestados |
| ------------ | ---------------------------- |
| Saragoça     | 9 069                        |
| Alcañiz      | 4 268                        |
| Montalbán    | 3 996                        |
| Teruel       | 2 720                        |
| Daroca       | 4 160                        |
| Calatayud    | 6 732                        |
| Taraçona     | 4 953                        |
| Huesca       | 3 765                        |
| Jaca         | 2 762                        |
| Aínsa        | 1 483                        |
| Barbastro    | 4 480                        |
| Ribagorça    | 2 662                        |

Depois dos Decretos do Novo Plano foram substituidas pelos corregimentos.